# Franz Seraphin von Nádasdy
Franz Seraphin Graf Nádasdy von Nádasd und Fogarasföld (* 1. April 1801 in Wien; † 1. November 1883 in Budapest) war ein ungarisch-österreichischer Politiker.

## Leben
Franz Seraphin von Nádasdy stammte aus dem ungarischen Magnatengeschlecht der Nádasdy. Er war der Sohn von Michael III. von Nádasdy, Oberstkämmerer des Königreichs Ungarn und Staats- und Konferenzminister der Habsburgermonarchie.
1826 bis 1837 war er in der k.u. Statthalterei tätig. 1836 bis 1845 war er kgl. Administrator des Wieselburger, 1845 bis 1848 des Arwenser Komitats. Er war Hofrat in der k.u. Hofkanzlei und 1838 bis 1847 Präsident des siebenbürgischen Thesauriates in Hermannstadt. Zudem war er 1841 siebenbürgischer Kammervizepräident und 1843 bis 1846 siebenbürgischer Kammerpräsident. An der Ungarischen Revolution 1848/49 beteiligte er sich nicht. 1851 wurde Nádasdy mit der Einführung der ordentlichen Gerichtspflege in Siebenbürgen betraut, wobei er, da er vor allem von den Interessen der Gesamtmonarchie ausging, in ungarischen Kreisen oft auf erbitterten Widerstand stieß. Er war dann als Nachfolger von Philipp von Krauß von 1857 bis 1860 k.k. Justizminister. Er wurde im Laufe der Diskussionen um das Oktoberdiplom vom 20. Oktober 1860 kurzzeitig Vizepräsident des „verstärkten“ Reichsrates. Am 4. Februar 1861 wurde er sogar zum Präsidenten des „verstärkten“ Reichsrates berufen. Da das Oktoberdiplom aber schon am 26. Februar 1861 vom zentralistischen Februarpatent abgelöst wurde, das einen aus zwei Häusern bestehenden Reichsrat an die Stelle des „verstärkten“ Reichsrates setzte, amtierte er zu keiner Zeit.
Als Hofkanzler für Siebenbürgen in der Zeit von 1861 bis 1865 versuchte er nun die drängende siebenbürgische Frage zu lösen und veranlasste die Einberufung des Hermannstädter Siebenbürgischen Landtages von 1863, der eine provisorische Landtagsordnung erlassen und die Selbständigkeit der siebenbürgischen Nationen von Ungarn erreichen sollte. Während der Sondierungen für den Österreichisch-Ungarischen Ausgleich wurden am 26. Juni 1865 sowohl der ungarische Kanzler Hermann Graf Zichy-Vásonykeő als auch Franz Seraphin von Nádasdy entlassen. 1866 entschied sich der magyarisch dominierte Siebenbürgische Landtag (zum Nachteil der anderen Nationalitäten) für die Union mit Ungarn, die (in Hinblick auf die Ausgleichsverhandlungen des Wiener Hofes mit Ungarn) mit königlichem Reskript vom Januar 1867 vollzogen wurde.
Franz Seraphin von Nádasdy war verheiratet mit Amalia von Trautt.